# Alfred Alberts
Pour les articles homonymes, voir Alberts.
Alfred W. Alberts, mort le 16 juin 2018 à Fort Collins, au Colorado, à l'âge de 87 ans, est un scientifique peu connu bien qu'ayant découvert le composé chimique qui a conduit à la lovastatine, un des principaux remèdes contre l'hypercholestérolémie et la première statine hypocholestérolémiante approuvée aux États-Unis.